# Дзержинская (гора)
Гора́ Дзержи́нская (до 1958 года Свята́я гора́; бел. Гара Дзяржынская) — наивысшая точка Беларуси.

## Характеристика
Считается, что высота вершины горы — 345 метров над уровнем моря (на довоенной польской топографической карте 1933 года её высота приведена 346,5 м, на советской топографической карте 1934 года приведена высота 346,3 м, на топографической карте 1984 года приведена высота 342,7 м). Находится в пределах Минской возвышенности (части Белорусской гряды) в 30 километрах на запад от Минска, неподалёку от Дзержинска, к северу от агрогородка Скирмантово. Раньше называлась Святая гора, в 1958 году была переименована в «Дзержинскую». В конце 1990-х годов на горе установлена гранитная плита с надписью на белорусском языке: «Гора Дзержинская. Высшая точка Беларуси. Высота 345 метров над уровнем моря». В настоящее время место облагорожено и является памятником.
В геологическом отношении гора представляет собой часть морены предпоследнего на территории Беларуси Сожского оледенения, покрыта лёссоподобными породами (суглинками и супесями), сформированными в период последнего Поозёрского оледенения.
Ранее высшей точкой Беларуси считалась гора Шаповалы (или Маяк) (на довоенной польской топографической карте 1933 года её высота приведена 350,1 м, на советских картах 1950-х годов её высота показывалась как 356 м, но на топографической карте 1981 года уже как 334,6 м).
По состоянию на август 2011 года в Беларуси самые высокие точки — на телевышках (Колодищи, Ушачи, Слоним) — 350 м.

## События и мероприятия
- 12 мая 2023 года открыта композиция «Сцяг Радзімы», установлен Государственный флаг[10].
- 7 сентября 2023 года стартовала Республиканская акция «Символ Единства 2023»[11]